# Hochperk
Hochperk je malý zámek mezi Kříšemi a Vranovice u Břas v okrese Rokycany v Plzeňském kraji. Spíše než o centrum panství či statku se jednalo o reprezentativní sídlo podnikatele a řadí se tak do skupiny tzv. podnikatelských zámečků.

## Historie
O historii zámečku existuje velmi málo informací, některé uvádí stať o zámečku (nazvaná Kříše – zámek) v knize Hrady, zámky a tvrze v Čechách, na Moravě a ve Slezsku IV. Podle zde uveřejněných údajů byl vystavěn jihovýchodně od Kříší v roce 1730 tehdejším majitelem baronem Hochbergem vystavěn barokní zámeček. V roce 1858 přešly Kříše do majetku Šternberků, od nichž je v 19. století koupilo uhelné těžařstvo Max v Břasích. Za Jana Davida Starcka přestal sloužit k sídelním účelům a stal se z něj lovecký zámeček. Později sloužil už pouze jako obytný dům a před znárodněním prošel úpravou do současné podoby. V osmdesátých letech 20. století měl patřit okresnímu národnímu výboru Rokycany a sloužit jako domov důchodců.
Hochperk se ovšem nenachází jihovýchodně od Kříší, nýbrž severovýchodně. Šternberkové se majiteli radnického panství (pod něhož statek Darová či Kříše spadal od roku 1725) stali v roce 1758. Zároveň není známo a jeví se jako velmi nepravděpodobné, že by se statek po roce 1725 od panství Radnice oddělil někdy v letech 1758/1759 opět připojil. Ačkoliv se zámeček nachází na katastrálním území Kříše, neměl s nimi patrně nic společného a počítá se k Vranovicím.
Stejně tak není jistý zakladatel zámku. Kromě již zmíněného barona Hochberga za něj bývá považován i některý z majitelů dolu Liewald.[zdroj?] Vít Malkus ve svém článku Těžba uhlí na Radnicku ve 20. století zmiňuje barona z Hockbergu, jenž měl dolovat na dole Kateřina a vystavět zde zámeček. Břaský kronikář J. Ryba spolu s pracovníkem okresního archivu P. Soudkem uvádějí, že někdy před rokem 1730 mělo dojít ve Vranovicích k otevření sirné hutě, sklárny, kypsárny a povrchového dolu na kamenné uhlí, jež byly ve vlastnictví jakéhosi Hochberga. Ve stejné době mělo dojít k výstavbě zámečku, údajně na místě staré tvrze z 11. století. Původně zámeček náležel k Vranovicím, až později došlo k jeho zařazení do katastru Kříše. Další informace se dozvídáme v historii Kříší. Zámeček Hochperk měla na okraji Kříší směrem na Vranovice postavit firma J. D. Starck a později měl sloužit zaměstnancům dolu Matylda. Z rozšíření a opravě mělo dojít za Emila Kabáta. Po roce 1948 chátral, v roce 1965 prošel přestavbou na domov důchodců. V roce 2007 měl být v majetku italské firmy Železná lávka, sídlící v Praze.
O zámečku se zmiňuje i topograf Johann Gottfried Sommer, když jej v roce 1838 zmiňuje při popisu Vranovic. K tomu dodává, že Vranovice v minulosti tvořily samostatný statek. S tím se ovšem neztotožňují další publikace, které se dějinami Vranovic zabývaly (např. August Sedláček a jeho Místopisný slovník historický Království českého).
Problém v orientování se v údajích (často i protichůdných) o zámečku způsobuje fakt, že v obci Břasy, pod kterou Vranovice i Kříše spadají, se nachází další lokalita, zvaná Zámeček.
Abychom mohli od sebe jednotlivé zámečky odlišit, je nutné konfrontovat písemné záznamy s dalšími historickými podklady. Ačkoliv měl být Hochperk vystavěn již 1730, neobjevuje se mapách prvního vojenského mapování z let 1764–1768 a nezná ho ani topograf Jaroslav Schaller, který k roku 1788 nezná ve Vranovicích (ani Kříších) žádnou významnější budovy. Břasy navíc v té době ještě neexistovaly. Na mapě stabilního katastru z roku 1839 je již zámeček situován těsně za hranicemi katastrů Kříší a Vranovic, na kříšské straně. Pokud jej tedy skutečně postavil blíže neznámý baron Hochberg, muselo k tomu dojít patrně okolo roku 1830, čemuž by odpovídala i klasicistní podoba zámečku. Pro zcela chybějící barokní prvky pak lze jako krajní hranici vzniku zámečku brát přelom 18. a 19. století.

## Popis
Jediný popis objektu dlouhou dobu přinášela publikace Hrady, zámky a tvrze v Čechách, na Moravě a ve Slezsku IV. Zámeček je zde popisován jako přízemní budova na půdorysu obdélníka s valbovou střechou a na ní vystavěnou čtyřhrannou vížkou. Ze střechy pak vybíhá polopatro s po stranách umístěnými vikýři. Ve střední části bočních průčelí najdeme trojitá sdružená, půlkruhově zaklenutá okna. Přízemí na přední strana zámku, umístěné v terénu, je zvýšeno, takže k portálu vede dvojramenné schodiště. Chodby jsou zaklenuty valenou klenbou nebo plackami, pokoje plochými stropy.
Podrobnější popis přinesl až v roce 2002 Tomáš Karel. Z vnější podoby především upozorňuje na dvorní stranu, která je zapuštěna do svahu kopce, takže umožňuje přímý vstup na parkově upravenou terasu. Ve střeše střední části se nachází trojosý vikýř, označovaný také jako rizalitová nástavba. Eternitová střešní krytina nahradila kolem poloviny 20. století zřejmě původní dřevěné šindele. Vstupní průčelí člení sedm okenních os, které doplňuje náznak rizalitu a středový vstup, zvýrazněný schodištěm. Vystupující krajní místnosti zahradního průčelí vytváří při nárožích rizality. Vstup opticky zvýrazňují po stranách umístěná okna. Vstup ústí na podestu, z níž je vedena ramena schodiště. Fasádu doplňují šambrány okolo oken, podokapní římsa, sokl a podokenní pásové římsy. Hlavní vstup zvýrazňuje pasparta.

## Dostupnost
Okolo zámečku vede modrá turistická značka od rozcestí Na Drážkách (u Trailparku Újezd u Svatého Kříže) na Stupno. U zámečku se nachází i jedno zastavení NS Po stopách důlní činnosti na Břasku.